# Александър Унев
Александър Унев е български учител и революционер, деец на Вътрешната македоно-одринска революционна организация.

## Биография
Унев е роден в град Велес, тогава в Османската империя, днес в Северна Македония. Завършва висше образование в Швейцария. Присъединява се към ВМОРО. През учебната 1907/1908 година e учител по френски език в трикласното училище в Петрич. Тук той оглавява околийското ръководно тяло на организацията.
На 6 февруари 1908 година е делегат на околийската конференция на ВМОРО в Долна Рибница. Поради предателство османските власти ограждат селото с многобройна войска и башибозук. В драматично сражение, разгърнало се на следващия ден, Унев загива заедно с войводата Мануш Георгиев.
Името „Александър Унев“ носи улица в Петрич.